# Campionat del món de ciclisme en pista de 1982
El Campionat Mundial de Ciclisme en Pista de 1982 es va celebrar a Leicester (Anglaterra) del 23 al 29 d'agost de 1982.
Les competicions es van celebrar al Saffron Lane Velodrome de Leicester. En total es va competir en 14 disciplines, 12 de masculines i 2 de femenines.

## Resultats

### Masculí

#### Professional
| Prova                 | Or                           | Argent                           | Bronze                        |
| Velocitat individual  | Koichi Nakano · Japó         | Gordon Singleton · Canadà        | Yavé Cahard · França          |
| Persecució individual | Alain Bondue · França ·      | Hans-Henrik Ørsted · Dinamarca · | Maurizio Bidinost · Itàlia ·  |
| Cursa per punts       | Urs Freuler · Suïssa ·       | Gary Sutton · Austràlia          | Roman Hermann · Liechtenstein |
| Keirin                | Gordon Singleton · Canadà    | Danny Clark · Austràlia          | Toru Kitamura · Japó          |
| Darrere moto          | Martin Venix · Països Baixos | Wilfried Peffgen · RFA           | Bruno Vicino · Itàlia         |

#### Amateur
| Prova                     | Or                                                                                            | Argent                                                                    | Bronze                                                            |
| Velocitat individual      | Sergei Kopylov · Unió Soviètica                                                               | Lutz Hesslich · RDA                                                       | Emzar Gulachvili · Unió Soviètica                                 |
| Persecució individual     | Detlef Macha · RDA                                                                            | Rolf Gölz · RFA                                                           | Mario Hernig · RDA                                                |
| Persecució per equips     | Unió Soviètica · Konstantin Khrabvzov · Alexandre Krasnov · Valeri Movchan · Sergeï Nikitenko | RFA · Axel Bokeloh · Roland Günther · Gerhard Strittmatter · Michael Marx | RDA · Detlef Macha · Mario Hernig · Gerald Buder · Volker Winkler |
| Quilòmetre contrarellotge | Fredy Schmidtke · RFA ·                                                                       | Lothar Thoms · RDA ·                                                      | Emanuel Raasch · RDA ·                                            |
| Cursa per punts           | Hans-Joachim Pohl · RDA ·                                                                     | Michael Marcussen · Dinamarca ·                                           | Karl Krenauer · Àustria ·                                         |
| Tàndem                    | Txecoslovàquia · Ivan Kučírek · Pavel Martínek                                                | RFA · Dieter Giebken · Fredy Schmidtke                                    | Països Baixos · Sjaak Pieters · Tom Vrolijk                       |
| Darrere moto              | Gaby Minneboo · Països Baixos                                                                 | Mattheus Pronk · Països Baixos                                            | Rainer Podlesch · RFA                                             |

### Femení
| Prova                 | Or                               | Argent                          | Bronze                   |
| Velocitat individual  | Connie Paraskevin · Estats Units | Sheila Young · Estats Units     | Claudia Lommatzsch · RFA |
| Persecució individual | Rebecca Twigg · Estats Units     | Connie Carpenter · Estats Units | Jeannie Longo · França   |

## Medaller
| Pos. | País           | Or | Plata | Bronze | Total |
| 1    | RDA            | 2  | 3     | 3      | 8     |
| 2    | Estats Units   | 2  | 2     | 0      | 4     |
| 3    | Països Baixos  | 2  | 1     | 1      | 4     |
| 4    | Unió Soviètica | 2  | 0     | 1      | 3     |
| 5    | RFA            | 1  | 3     | 2      | 6     |
| 6    | Canadà         | 1  | 1     | 0      | 2     |
| 7    | França         | 1  | 0     | 2      | 3     |
| 8    | Japó           | 1  | 0     | 1      | 2     |
| 9    | Suïssa         | 1  | 0     | 0      | 1     |
| -    | Txecoslovàquia | 1  | 0     | 0      | 1     |
| 11   | Austràlia      | 0  | 2     | 0      | 2     |
| -    | Dinamarca      | 0  | 2     | 0      | 2     |
| 13   | Itàlia         | 0  | 0     | 2      | 2     |
| 14   | Itàlia         | 0  | 0     | 1      | 1     |
| -    | Liechtenstein  | 0  | 0     | 1      | 1     |